# آلفين روث
آلفين روث (بالإنجليزية: Al Roth)‏ هو لاعب الجسر ‏ أمريكي، ولد في 6 نوفمبر 1914 في ذا برونكس في الولايات المتحدة، وتوفي في 18 أبريل 2007.